# Juan Bautista Antequera y Bobadilla
Juan Bautista Antequera y Bobadilla fue un militar y político español, vicealmirante de la Armada Española. Nacido en San Cristóbal de La Laguna (Santa Cruz de Tenerife), el 1 de junio de 1823 y fallecido en Alhama de Murcia (Murcia) en 1890. Casó con Atanasia Angosto Lapizburu. Fue concuñado del también Vicealmirante y miembro del Consejo de Estado por Filipinas y Guinea Ecuatorial, Francisco de Briones e Interián (o Interiano), casado con María Luisa Angosto Lapizburu.

## Carrera militar
Sentó plaza de Guardiamarina en 1838. Se distinguió en los sitios de las ciudades esparteristas sublevadas de Cartagena (Murcia) y Alicante en 1843 y 1844 respectivamente, por lo que le fue concedida la Cruz de San Fernando. Al mando del bergantín Galiano en La Habana entre 1854 y 1857 luchó contra las expediciones piratas. En la guerra de África, en 1859, tomó parte en los combates de Río Martín, Larache y Arcila, siéndole concedido por su comportamiento el empleo de Coronel de Infantería de marina. Durante la guerra hispano-sudamericana de 1865, tomó el mando de la fragata blindada Numancia a las órdenes del Almirante Casto Méndez Núñez asistiendo al bombardeo de Valparaíso y al combate del Callao. Efectuó con su buque el viaje de circunnavegación a la tierra.
Ya con el empleo de contralmirante, fue nombrado comandante general del Apostadero de Filipinas.

## Carrera política
Fue elegido senador del Reino por la provincia de Canarias en las Cortes de 1871, 1872 y 1876, por Alicante en 1877 y nombrado senador vitalicio en 1884.
Como Ministro de Marina, fue el creador de la Revista General de Marina, la Colección Legislativa, códigos y reglamentos.
Fue inhumado en el Panteón de Marinos Ilustres el 4 de septiembre de 1922.
| Predecesor: José María Beránger Ruiz de Apodaca   | Ministro de Marina 1870-1871 | Sucesor: José María Beránger Ruiz de Apodaca |
| Predecesor: Santiago Durán y Lira                 | Ministro de Marina 1876-1877 | Sucesor: Francisco de Paula Pavía y Pavía    |
| Predecesor: Carlos Varcárcel y Ussel de Guimbarda | Ministro de Marina 1884-1885 | Sucesor: Manuel de la Pezuela y Lobo         |